# Bitwa pod Podhajcami (1698)
Bitwa pod Podhajcami pomiędzy wojskami polskimi a tatarskimi miała miejsce w dniach 8–9 września 1698 i zakończyła się zwycięstwem wojsk koronnych. Bitwa uchodzi za przykład regresu sztuki wojennej w Rzeczypospolitej. Było to jedno z ostatnich starć wojny polsko-tureckiej 1683–1699. 26 stycznia 1699 zawarto traktat w Karłowicach.

## Sytuacja przed bitwą
W wyniku kampanii rosyjskiej w 1696 roku Imperium Osmańskie utraciło Azow, a w roku 1697 zostało pokonane przez Monarchię Habsburgów w bitwie pod Zentą. Imperium wyczerpane wojną, buntami w armii, w tym rozruchami janczarów, oraz w obawie przed utratą kolejnych terytoriów rozpoczęło działania w celu zawarcia pokoju z członkami Ligi Świętej. Habsburgowie planowali przenieść swoje siły i skupić się nadchodzących zmaganiach o sukcesję w Hiszpanii z powodu zbliżającej się śmierci Karola II Habsburga. Jesienią 1697 roku Habsburgowie rozpoczęli negocjację z Osmanami proponując zakończenie wojny z zachowaniem zdobyczy terytorialnych (Uti possidetis). Propozycja ta była niekorzystna dla Rzeczypospolitej która nie odzyskałaby Podola wraz z Kamieńcem Podolskim które utraciła w 1672 w wyniku pokoju w Buczaczu.
Elektor Saksonii i niedawno obrany król Polski August II Mocny zdecydował się rozpocząć kampanię wojenną używając wojsk i środków obu krajów w celu zajęcia Wołoszczyzny oraz Hospodarstwa Mołdawskiego należących do Osmanów. Król oprócz realizacji własnych ambicji dynastycznych miał na celu przechwycenie handlu tranzytowego między Wschodem i Europą Zachodnią. Jeden z przedłożonych królowi planów zakładał utworzenie nowej kompanii handlowej na wzór Brytyjskiej Kompanii Wschodnioindyjskiej.
W przeciwieństwie do planów króla, senatorowie z hetmanem wielkim koronnym Stanisławem Jabłonowskim na czele proponowali odbicie twierdzy w Kamieńcu. Zgodnie z ich argumentami Kamieniec był bardziej realistycznym celem. Forteca była już częściowo blokowana przez siły Rzeczypospolitej (poprzez Okopy Świętej Trójcy), które swoimi napadami na konwoje tureckie utrudniały aprowizację twierdzy w żywność. Doprowadziło to do obniżenia morale obrońców twierdzy oraz licznych dezercji. Senatorowie także nie chcieli doprowadzić do wzmocnienia pozycji króla w wyniku udanej kampanii i próbowali odwieść go od osobistego udziału w niej.

### Przygotowania Imperium Osmańskiego
W styczniu 1698 r. wywiad osmański zaczął otrzymywać informacje o przygotowaniach Rzeczypospolitej do kampanii. Podjęto decyzję o wzmocnieniu załogi w Kamieńcu oraz wykonaniu uderzenia wyprzedzającego. W maju Antioch Cantemir otrzymał rozkaz zaopatrzenia twierdzy w Kamieńcu 100 000 Talarami oraz 2000 janczarami. Od czerwca garnizon Kamieńca rozpoczął wypady w celu zdobycia informacji oraz jasyru. Rajdy te dosięgły Okopy, Śniatyn oraz Pokucie. W ich wyniku zdobyto 1500 krów i wielu jeńców.
W lipcu armia osmańska przybyła z Budziaku do Cecory. Według starszych źródeł szacowano jej liczebność na 30 000-50 000. Według współczesnych oszacowań składała się ona z 12 000-15 000 Tatarów oraz 2000 janczarów. Armia dowodzona była przez pierwszego następcę tronu na Krymie Kapłana-Gireja. Jego zastępca Kazi-Girej jak się wydaje przewodził 3000 Tatarów budziackich. W połowie sierpnia armia wraz z konwojem z żywnością wyruszyła do Kamieńca do którego przybyła 23 sierpnia dostarczając zapasy oraz janczarów.
Armia po wyruszeniu z Kamieńca przeszła przez Czarny Ostrów i około 1 września skoncentrowała się pod Starym Oleksińcem. Tatarzy wypuścili podjazdy w celu zdobycia informacji. W wyniku ich działań zginęły tysiące osób na północnym Podolu i południowym Wołyniu. Podjazdy wykryły zgrupowanie pod Monasterzyskiem oraz 3 września większe zgrupowanie armii pod Lwowem. Kapłan-Girej zdecydował się uderzyć na mniejsze zgrupowanie pod Monasterzyskiem. Po ścięciu 400 chłopów ruszył z ordą brzegiem Styrpy w kierunku Osowców gdzie 7 września przekroczyli rzekę i postawili obóz pod Bobulińcami.

### Przygotowania Rzeczypospolitej
Przygotowania do kampanii zaczęły się w styczniu 1698. W czerwcu Rzeczpospolita zaczęła koncentrować wojska w Monasterzyskach nad Koropcem. Koncentracja wojska postępowała bardzo wolno, w sierpniu pod Lwowem skoncentrowano 20 000 Saksończyków (w tym ~9300 kawalerii), 24 000 wojsk polskich (w tym 12 500 kawalerii) oraz kolejne 5000 Litwinów wyruszyło z Litwy. W obozie pod Monasterzyskiem było około 4 tysięcy żołnierzy zaś pod Podhajcami znajdowało się około 2 tysiące żołnierzy. Skupieni w obozie żołnierze mieli wysokie morale i z niecierpliwością czekali na walkę z Tatarami. Polacy byli wprawdzie przygotowani na najazd, ale nie udało im się nadążać za ruchliwym przeciwnikiem i zmuszeni byli rozdzielić siły tak, aby zostawić oddziały osłonowe w wielu miejscach. Dlatego będący w pobliżu Podhajec hetman polny koronny Feliks Kazimierz Potocki dysponował jedynie 6 tysiącami żołnierzy. Główne siły polsko-saskie były zbyt daleko, by zdążyć na czas.
W dniach 10–13 sierpnia król August spotkał się w Rawie Ruskiej z wracającym z Wielkiego Poselstwa Piotrem I Wielkim. Pomimo prośby Augusta, car Rosji nie obiecał wsparcia dla jego kampanii. 20 sierpnia odbyło się zebranie senatu a 21 sierpnia narada wojenna. Polacy świadomi niewystarczających sił i zapasów do zdobycia Mołdawii i Wołoszczyzny zaproponowali oblężenie Kamieńca. Sascy dowódcy z kolei zaproponowali ograniczoną kampanię na terenie Mołdawii.
Potocki postanowił skoncentrować polskie wojska w Podhajcach ponieważ ukształtowanie terenu ułatwiało obronę. 7 września dowiedziawszy się o nadciagającej armii tatarskiej wysłał do Nikodema Żaboklickiego rozkaz przemieszczenia wojsk z Monasterzysk do Podhajec. Po usłyszeniu wieści o armii tatarskiej pod Bobulińcami, Żaboklicki zebrał wszystkie oddziały z Monasterzyska (wraz z 12 lekkimi armatami) i wczesnym porankiem 8 września wyruszył do Podhajec wydzielając straż przednią oraz tylną gotową do odparcia ataków tatarskich.
Warunki terenowe sprzyjały obrońcom Podhajec, pozycja wojsk polskich była trudna do zdobycia, co wykorzystał w bitwie w 1667 hetman polny koronny Jan Sobieski. Dodatkowym wzmocnieniem dla wojsk polskich były fortyfikacje miejskie i zamek.

### Plan tatarski
Kapłan-Girej po otrzymaniu informacji o wymarszu armii z Monasterzyska w kierunku Podhajec zdecydował się podzielić wojska tatarskie na dwie części. Pierwsza grupa dowodzona przez Kapłana-Gireja i licząca około 8000 Tatarów miała uderzyć i zająć Podhajce przed połączeniem sił polskich. Druga grupa licząca około 4000 Tatarów, została oddelegowana do uderzenia na oddziały które wyruszyły z Monasterzysk w celu związania ich walką i opóźnienia połączenia się obu polskich grup.

## Bitwa

### 8 września

Przebieg pierwszego dnia bitwy, 8 września

#### Walki na przeprawie przy zamku
Wojska tatrskie nadciągnęły od południowego wschodu. Po południu grupa dowodzona przez Kapłana-Gireja uderzyła w kierunku przeprawy do miasta przy zamku. Walkę podjęły chorągwie wołoskie wspierane ostrzałem z dział zamkowych. Dzięki przewadze liczebnej Tatarzy odepchnęli obrońców i przedostali się na groblę. Dzięki skutecznemu ostrzałowi z działa nie zdołali jednak posunąć się dalej. Szarża rezerwy kawalerii dowodzonej przez syna Feliksa Potockiego, Michała Potockiego zmusiła Tatarów do odwrotu.

#### Atak na Stare Miasto
Po odwrocie spod przeprawy, Kapłan-Girej podjął decyzję o sforsowaniu Koropca między Stawem Podhajeckim i Zahajeckim. Następnie Tatarzy uderzyli na umocnienia Starego Miasto bronionego przez piechotę. Obrońcy otworzyli ogień muszkietowy, jednak było ich za mało do obrony dużego obszaru. Piechota zaczęła tracić pole, ale kontratak kawalerii polskiej odrzucił Tatarów.

#### Atak na Zahajce
Następnie Kapłan-Girej wykonał atak przeciwko Zahajcom. Sytuacja obrońców w tamtym miejscu była bardziej skomplikowana ponieważ Tatarzy mogli uderzyć z 3 stron i łatwiej wykorzystać przewagę liczebną. Na kierunku północnym udało się im przełamać obronę i pojmać 100 chłopów. Tatarzy zostali następnie odepchnięci przez trzy świeżo przybyłe chorągwie z Monasterzysk.

#### Atak na kolumnę marszową Żaboklickiego
Kiedy pierwsza grupa tatarska atakowała Podhajce, druga grupa tatarska zaatakowała straż tylną grupy maszerującej z Monasterzyska. Kolumna była rozciągnięta na 8-10 kilometrów. Atak nastąpił na straż tylną, pełne użycie tatarskich sił uniemożliwiła wąska i błotnista droga. Razem z ogniem z armat i użyciu taborów Tatarzy zostali odparci. Kolumna dotarła do Wierzbowa. Feliks Potocki po przybyciu do Wierzbowa nakazał otoczenie armii taborem i pod jego ochroną grupa dotarła do Podhajec.
Po nieudanych atakach Kapłan-Girej postanowił skoncentrować sił pod Nowosiółką i spędzić tam noc. Druga grupa tatarska spędziła noc w lasach w okolicy Wierzbowa.

### 9 września

Przebieg drugiego dnia bitwy, 9 września

#### Polski plan bitwy
W trakcie nocnej narady wojennej Potocki postanowił wydać bitwę Tatarom poza miastem, około 2 kilometry na północ. Kierunek wschodni poprzedniego dnia okazał się trudny do wykorzystania przez Tatarów. Kierunek zachodni wydawał się niemożliwy z powodu rozległego lasu i potoku płynącego głębokim jarem. Decyzja walki poza miastem miała trzy powody: niewystarczająca ilość piechoty do prowadzenia walki obronnej, większość armii stanowiła kawaleria, a także strach przed zdewastowaniem Podhajec, które były własnością Potockiego.
Armia została podzielona na trzy rzuty:
- Pierwszy rzut dowodzony przez Jana Sobieskiego składał się z około 1470 jazdy pancernej oraz około 170 piechurów oraz armaty (dowodzone przez Marcina Kątskiego).
- Drugi rzut dowodzony przez Feliksa Potockiego składał się z około 1700 husarzy i jego celem było wykonanie przeciwuderzenia w momencie gdy pierwszy rzut zatrzyma Tatarów. Lewe skrzydło dowodzone było przez Krzysztofa Skarbka z kolei prawe przez Żaboklickiego. Rzut ten był ustawiony około 500 kroków za pierwszym rzutem aby pozwolić kawalerii na nabranie rozpędu podczas szarży.
- Trzeci rzut dowodzony przez Michała Potockiego był odwodem składającym się z około 1270 pancernych którzy walczyli w dniu poprzednim.

Za trzecim rzutem rozbito obóz w którym przechowano dobytek hetmana i towarzyszy. Obóz chroniony był tylko przez czeladź, reszta piechoty obsadziła przedmieścia.

#### Bitwa na północ od Podhajec
Około godziny 11 armia polska była już ustawiona w szyku. Wczesnym rankiem 9 września pierwsza grupa tatarska przemieściła się do Monastera (2 kilometry na wschód od Litwinowa). Wysłano stamtąd zwiadowców i odnowiono kontakt z drugą grupą tatarska w okolicy Wierzbowa. Około godziny 11 wydano rozkaz ataku na Podhajce, prawe skrzydło (około 2000 Tatarów) było dowodzone przez Kazi-Gireja zaś lewe (około 5000 Tatarów) było dowodzone przez Kapłana.
W południe prawe skrzydło Kazi-Gireja uderzyło na polską straż przednią i zmusiło ją do wycofania. Około 12:30 lewe skrzydło Kapłana, położone na wzniesieniu, rozpoczęło szarżę na polskie wojska. Szarża została ostrzelana z armat i muszkietów w wyniku czego została zdezorganizowana. Dostrzegając w tym szansę, Jan Sobieski wydał rozkaz uderzenia kawalerii na kłębiących się Tatarów. Atak ten nie był jednak w pełni udany, szarża odbywała się pod górkę, a górujący liczebnie Tatarzy (5000 na 630) przyjęli walkę. Po około 30 minutach Polacy zostali zmuszeni do wycofania się w kierunku swojej artylerii. Zwycięscy Tatarzy poprowadzili uderzenie w kierunku umocnień polskich jednak zostali skutecznie powstrzymani ostrzałem z armat i broni palnej. Tatarzy wycofali się na odległość strzału z łuku i nastąpiła wymiana ognia z obu stron. Skrzydło dowodzone przez Kazi-Gireja po zobaczeniu skutków i niepowodzenia ataku lewego skrzydła zdecydowało się nie atakować pozycji polskich.

#### Tatarski atak na polski obóz
W międzyczasie druga grupa tatarska obozująca w okolicy Wierzbowa, w liczbie około 4000 Tatarów, przebyła lasy i wyszła na polskie szyki od strony zachodniej w okolicy trzeciego rzutu przy polskim obozie. Tatarski atak na tyły był dla Polaków zaskoczeniem i wywołał popłoch wśród oddziałów koronnych. Tatarom udało się pokonać lewe skrzydło trzeciego rzutu i zajęli obóz. Wojska polskie odpierały ataki Tatarów, ale ustępowały i sytuacja rozwijała się na niekorzyść armii koronnej. Polaków uratowało jednak to, że chciwi łupu Tatarzy zamiast zająć się wypełnianiem zadań taktycznych, wpadli do niebronionego obozu, gdzie rozpoczęli rabunek i morderstwa czeladzi oraz ciągnących za wojskiem przekupniów i innych przedstawicieli ludności cywilnej. To pozwoliło Polakom na przegrupowanie się i przejście do kontrnatarcia. Potocki wydał rozkaz uderzenia prawemu skrzydłu trzeciego rzutu do którego dołączyły rozbite oddziały z lewego skrzydła, w wyniku czego wyparto Tatarów z obozu.

## Następstwa

### Odwrót tatarski
Tatarzy następnie nie wykonywali żadnych nowych uderzeń, wycofali się i spalili Mużyłów, a następnie przekroczyli Koropiec koło Kozowa. W wyniku wstrząsu wśród dowódców i podejrzewania podstępu przeciwnika, Potocki nie podjął pościgu za nieprzyjacielem. Wpływ na to miało także posiadanie zbyt małych sił, a szczególnie brak dostatecznej ilości lekkiej jazdy. Armia polska przez 2 dni stała w gotowości na kolejne natarcia. Nim nadeszła główna armia polsko-saska, nieścigani Tatarzy zdołali wycofać się i kontynuować plądrowanie w drodze powrotnej. Wraz z dużą ilością łupów i jasyrem w drugiej połowie września dotarli do Kamieńca.

### Konflikt króla ze szlachtą skutkujący końcem kampanii
Polsko-saksońskie siły zlokalizowane pod Lwowem zauważyły wzmożone działania tatarskie i 6 września ruszyły wolnym tempem do Podhajec przez Brzeżany. W Brzeżanach król otrzymał informację o wycofaniu się wojsk tatarskich. Armia Rzeczypospolitej była niedostatecznie zaopatrzona(i wskutek tego zdemoralizowana), i nie posiadała wystarczającej artylerii aby ewentualnie podjąć skuteczne oblężenie Kamieńca. Także konflikt między szlachtą a rodziną Sapiehów na Litwie (który w 1700 będzie skutkował wojna domową na Litwie) zaognił się doprowadzając do zwołania tam pospolitego ruszenia. W związku z tymi wszystkimi czynnikami król zaproponował zakończenie kampanii. Senat wymusił na królu wydzielenie 10 000 żołnierzy do blokowania Kamieńca na czas rokowań pokojowych. Rada Senatu przyjęła propozycję króla o przerwaniu kampanii.
Konflikt między królem a szlachtą zwiększał swoją intensywność. Król miał okazywać brak szacunku wobec polskich praw i zwyczajom. Polacy z kolei nienawidzili zdemoralizowanych jednostek saksońskich które zajmowały się grabieżą i gwałtami. 25 września Michał Potocki wraz z pijanymi towarzyszami ze swojej chorągwi udał się do namiotów królewskich w Brzeżanach. Król wyjechał wcześniej do obozu litewskiego, pijani towarzysze zelżyli Jana Przebendowskiego który zdołał uciec. Na wieść o tym król udał się do obozu saksońskiego i nakazał ustawić się armii w szyku bojowym i podejść 1000 kroków w stronę obozu polskiego celem utemperowania Polaków. Sytuację próbowali uspokoić hetmani, jednak wojsko polskie również zaczęło szykować się do walki. W przypadku gdyby król podjął kroki przeciwko Polakom zdecydowali zamiast przyjmować walną bitwę rozpocząć wojnę podjazdową. 28 września Sascy generałowie oraz polscy hetmani zdołali uspokoić tę sytuację i osiągnąć ugodę. Po tej sytuacji rozgoryczony król zrezygnował z utworzenia wcześniej uzgodnionego korpusu do blokowania Kamieńca.

### Pokój karłowicki
5 miesięcy po bitwie podpisano traktat pokojowy w Karłowicach. Mimo że kampania Rzeczypospolitej nie osiągnęła żadnych zdobyczy, miała wpływ polityczny na polskie żądania które skutkowały powrotem do Rzeczypospolitej Podola i Kamieńca z niezniszczoną twierdzą. Rzeczpospolita zwróciła zdobycze terytorialne Jana III Sobieskiego w Mołdawii. Ostatni najazd Tatarów budziackich nastąpił miesiąc po podpisaniu traktatu i skutkował drugą bitwą pod Martynowem w 1699. Najazd dowodzony przez Kazi-Gireja był samodzielny i bez uzgodnienia z rządzącymi Imperium Osmańskim, zakończył się parę dni przed wejściem ustaleń traktatu w Karłowicach. Od tego momentu Rzeczpospolita i Imperium Osmańskie nie mieli już starć zbrojnych.